# Lotta Schelin
Charlotta Eva „Lotta“ Schelin (* 27. Februar 1984 in Stockholm) ist eine ehemalige schwedische Fußballspielerin. Die 1,78 Meter große Stürmerin ist Rekordtorschützin ihres Landes und wurde am häufigsten zur Fußballerin des Jahres in Schweden gewählt. Im August 2018 gab sie ihr verletzungsbedingtes Karriereende bekannt.

## Karriere

### Vereine
Lotta Schelin begann ihre Karriere bei dem Göteborger Vorortverein Kållereds SK, später wechselte sie zu Hällesåker IF. Im Alter von 15 Jahren bekam sie aufgrund eines Wachstumsschubes starke Rückenprobleme, woraufhin ihr die Ärzte nahelegten, mit dem Fußball aufzuhören. Sie ignorierte den ärztlichen Rat und unterzog sich stattdessen einem intensiven Kraft- und Muskelaufbautraining. Über Mölnlycke IF wechselte sie 2001 zum Erstligisten Landvetter IF (heute Kopparbergs/Göteborg FC), mit dem sie 2002 das Pokalfinale erreichte. Eine schwere Verletzung im August 2002 bedingte eine fast einjährige Zwangspause. Kurz nach ihrem Comeback im Juni 2003 wurde sie erstmals für die Nationalmannschaft nominiert. In den Spielzeiten 2006 und 2007 wurde sie Torschützenkönigin der Damallsvenskan. Bei der Fußballgala des schwedischen Fußballverbands im November 2006 wurde Schelin gleich mit drei Preisen ausgezeichnet: Fußballerin des Jahres („Diamantbollen“), Stürmerin des Jahres und Torschützenkönigin.
Im Sommer 2008 wechselte Schelin von Göteborg FC zu Olympique Lyon und gewann am 26. Mai 2011 mit Lyon die Champions League. Dieser Titel konnte am 17. Mai 2012 im Münchner Olympiastadion verteidigt werden (2:0 gegen den 1. FFC Frankfurt). 2013 verlor sie dagegen mit Lyon das Champions-League-Finale gegen den VfL Wolfsburg, konnte aber mit Lyon erneut den Coupe de France féminine gewinnen und wurde mit 24 Toren beste Torschützin Lyons in der Division 1 Féminine, die Lyon zum siebten Mal in Folge gewinnen konnte und dabei mit 132:5 Toren einen neuen Rekord aufstellte.
Anfang 2015 hat die UEFA Lotta Schelin zu einer von fünf „Botschafterinnen des Frauenfußballs“ ernannt, die ihre Erfahrungen insbesondere an jugendliche Spielerinnen weitergeben sollen.
Am 8. Juni 2016 verkündete Schelin ihren Wechsel zum FC Rosengård.
Am 30. August 2018 gab Schelin ihren Rücktritt aufgrund lang anhaltender gesundheitlicher Probleme bekannt.

### Nationalmannschaft
Am 16. März 2004 gab sie ihr Debüt in der schwedischen Nationalmannschaft im Rahmen des Algarve Cups. Gegner war die Auswahl Frankreichs. Am 28. August 2005 erzielte sie beim 2:2 gegen im WM-Qualifikationsspiel gegen Island ihr erstes Länderspieltor.
Mit der Nationalmannschaft nahm sie an den EM-Endrunden 2005 und 2009, den Olympischen Spielen in Athen und Peking sowie der WM 2007 in China und WM 2011 in Deutschland teil.
Bei der WM in Deutschland kam sie in allen drei Gruppenspielen zum Einsatz und erreichte mit Schweden ungeschlagen das Viertelfinale. Im Spiel gegen die USA wurde ihr ein Tor aberkannt, da die Schiedsrichterassistentin sie im Abseits gesehen hatte. Von der FIFA wurde sie zur Spielerin des Spiels gekürt.
Auch im Viertelfinale gegen Australien wurde sie zur Spielerin des Spiels. Sie bereitete in der 11. Spielminute den 1:0-Führungstreffer durch Therese Sjögran vor und erzielte das Tor zum 3:1-Endstand, als sie einen Rückpass von Kim Carroll erlief und die Torhüterin ausspielte. Damit wurde sowohl das Halbfinale gegen Japan erreicht als auch die Qualifikation für die Olympischen Spiele in London. Im Halbfinale kam sie trotz einer leichten Erkältung zum Einsatz, konnte im mit 1:3 verlorenen Spiel aber keine zählbaren Akzente setzen. Am 16. Juli 2011 gewann sie mit der Mannschaft das Spiel um Platz 3, in dem sie beim 2:1-Sieg über Frankreich den Führungstreffer zum 1:0 erzielte.
Am 29. Februar 2012 bestritt Schelin beim Algarve-Cup-Spiel gegen China ihr 100. Länderspiel.
Sie stand im schwedischen Kader für die Olympischen Spiele 2012, schied aber im Viertelfinale gegen Frankreich aus. Im Turnier erzielte sie zwei Tore und ist nun mit insgesamt fünf Toren beste schwedische Torschützin bei den olympischen Fußballturnieren.
Nach dem Amtsantritt von Pia Sundhage als neue Nationaltrainerin wurde sie zur Kapitänin ernannt, teilte sich das Amt aber mit Caroline Seger. Im ersten Spiel unter Pia Sundhage am 23. Oktober 2012 gegen die Schweiz führte sie die „Landslag“ das erste Mal als „Lagkaptener“ auf das Feld.
Schelin stand im Kader für die EM-Endrunde 2013. Im Eröffnungsspiel gegen Dänemark verschossen sie und ihre Mitspielerin Kosovare Asllani beim Spielstand von 1:1 je einen Strafstoß, so dass erstmals der Gastgeber der Endrunde sein Auftakt-Gruppenspiel nicht gewinnen konnte. In den nächsten drei Spielen schoss sie fünf Tore und erreichte mit ihrer Mannschaft das Halbfinale gegen Titelverteidiger Deutschland, das mit 0:1 verloren wurde.

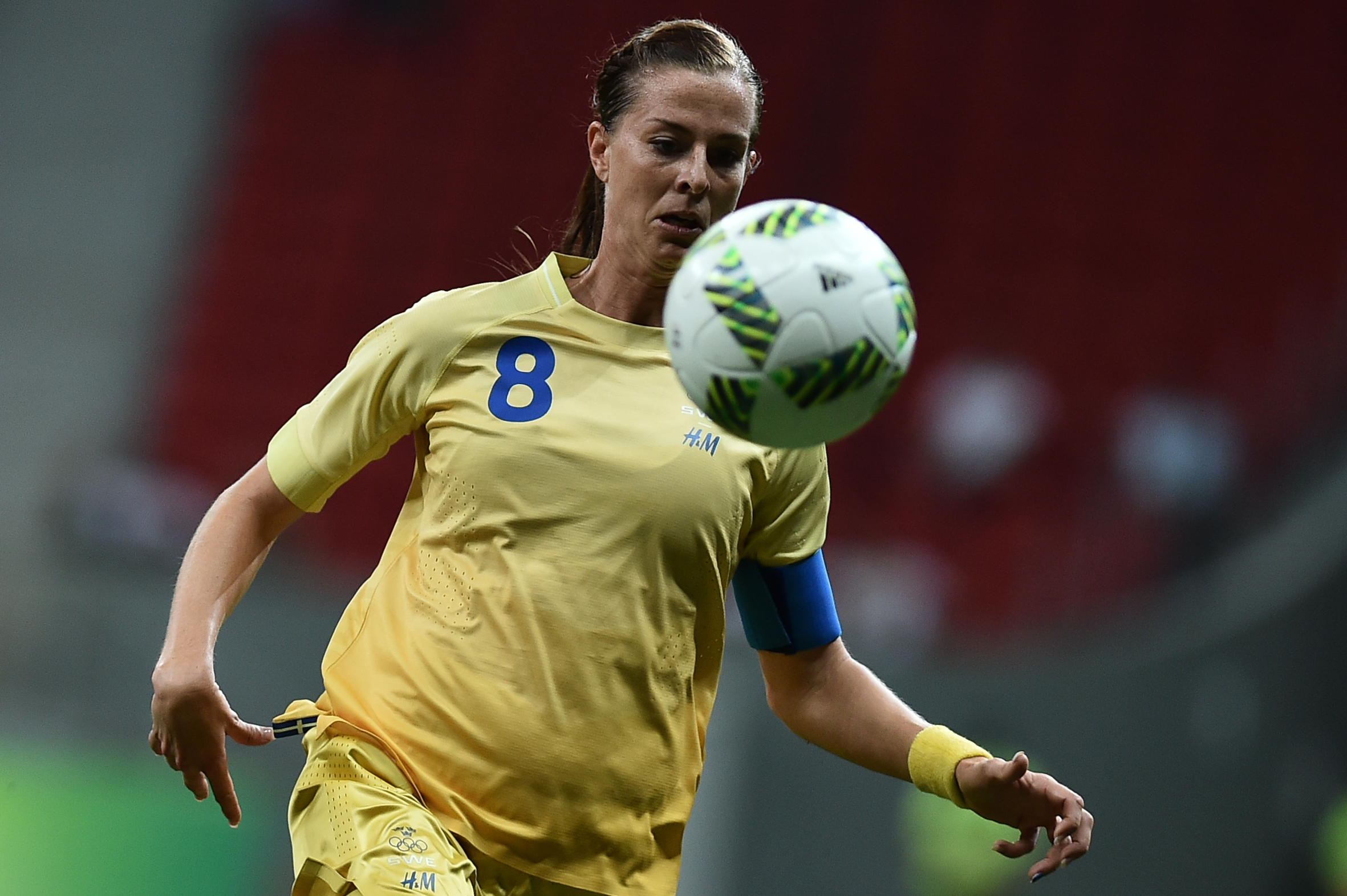
Lotta Schelin für Schweden bei Olympia 2016

Am 29. Oktober 2014 erzielte sie beim 1:2 gegen Deutschland ihr 73. Länderspieltor und wurde damit alleinige Rekordtorschützin Schwedens. Sie übertraf damit den bisherigen Rekord von Hanna Ljungberg. Bei der WM 2015 wurde sie in allen vier Spielen eingesetzt, konnte aber in keinem Spiel Akzente setzen und schied nach einer 1:4-Achtelfinalniederlage gegen Deutschland mit ihrer Mannschaft vorzeitig aus. Dadurch verpassten die Schwedinnen auch die direkte Qualifikation für die Olympischen Spiele 2016, konnten dies aber beim Qualifikationsturnier im März 2016 nachholen. Beim Turnier in Brasilien, bei dem sie in allen sechs Spielen eingesetzt wurde, erreichte sie mit ihrer Mannschaft das Finale, wodurch die Schwedinnen erstmals eine olympische Medaille gewannen. Auf dem Weg dorthin erzielte sie in der Gruppenphase bei der 1:5-Niederlage gegen Brasilien in der 89. Minute den „Ehrentreffer“ für ihr Team und verhinderte damit die allerhöchste Niederlage der Schwedinnen. Durch den einzigen Sieg in der Gruppenphase gegen Südafrika erreichten sie aber als zweitbester Gruppendritter die K.O.-Runde. In dieser schalteten sie Titelverteidiger USA und Gastgeber Brasilien jeweils im Elfmeterschießen aus, wobei Schelin jeweils die erste Schützin für Schweden und in beiden Fällen erfolgreich war. Das Finale verloren sie aber gegen Deutschland mit 1:2.
Sie gehörte zum Kader für die EM-Endrunde 2017, bei der sie in allen vier Spielen ihrer Mannschaft eingesetzt wurde und zwei Tore erzielte, aber im Viertelfinale gegen den Gastgeber und späteren Europameister Niederlande ausschied. Wegen einer im Juni 2017 erlittenen Nackenverletzung war ihr die Teilnahme nur unter Schmerzmitteln möglich. Danach wurde sie nicht mehr eingesetzt.

### Karriereende
Schelin leidet seit ihrer Nackenverletzung im Juni 2017 unter chronischen Kopfschmerzen. Ende August 2018 teilte sie auf einer Pressekonferenz in Göteborg ihren Entschluss mit, ihre Karriere als Profisportlerin zu beenden.

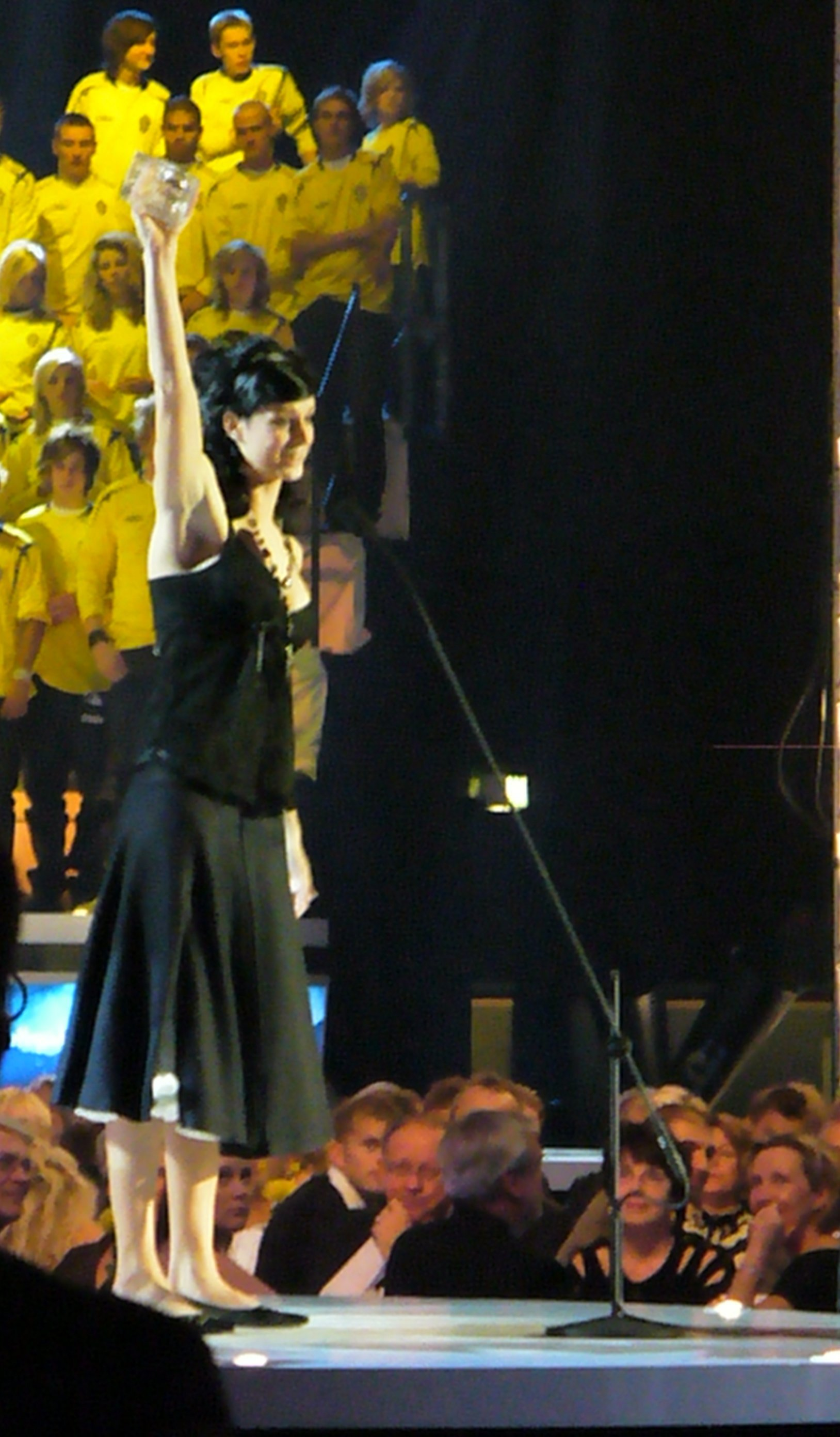
Lotta Schelin bei ihrer ersten Auszeichnung zur Fußballerin des Jahres im November 2006

## Persönliches
Im August 2018, kurz nach ihrem Karriereende, hatte Schelin ihr Coming-out und heiratete kurz darauf Rebecca Hedin, die Pressesprecherin der Schwedischen Fußballnationalmannschaft der Frauen. Im August 2019 wurde sie Mutter eines Sohnes.

## Erfolge
- Dritte der Weltmeisterschaft 2011
- Torschützenkönigin der Damallsvenskan 2006, 2007
- UEFA-Women’s-Champions-League-Siegerin mit Olympique Lyon 2011, 2012, 2016
- Französische Meisterin mit Olympique Lyon 2009, 2010, 2011, 2012, 2013, 2014, 2015, 2016
- Torschützenkönigin der Division 1 Féminine 2013, 2015
- Französische Pokalsiegerin mit Olympique Lyon 2012, 2013, 2014, 2015, 2016
- Torschützenkönigin der Fußball-Europameisterschaft der Frauen 2013[21]
- Silbermedaille bei den Olympischen Spielen 2016

## Auszeichnungen
- Schwedische Fußballerin des Jahres 2006, 2011, 2012, 2013 und 2014 (Rekordsiegerin)
- Angreiferin des Jahres in Schweden 2006, 2010, 2013, 2014[22]
- Durchbruch des Jahres in Schweden 2004
- Im April 2007 wurde sie für das Spiel der „FIFA Women’s World Stars“ gegen die Chinesische Fußballnationalmannschaft der Frauen aus Anlass der Gruppen-Auslosung für die WM 2007 nominiert und zur zweiten Halbzeit eingewechselt.[23]
- Trophée UNFP als beste Spielerin des Jahres 2013 in Frankreich
- Berufung in die Mannschaft des Turniers bei der Weltmeisterschaft 2011
- Wahl in das All-Star-Team der EM 2013
- Dritte bei der Wahl zu Europas Fußballerin des Jahres 2013[24]
- Nominiert für die Wahl zur Weltfußballerin des Jahres 2013[25]